# Entropy (Buffy the Vampire Slayer)
Entropy es el décimo octavo episodio de la sexta temporada de Buffy the Vampire Slayer.

## Argumento
Spike (James Marsters) amenaza nuevamente a Buffy (Sarah Michelle Gellar) con contarle a sus amigos sobre su relación, pero a ella no le importa. En la universidad, Willow (Alyson Hannigan) espera que Tara (Amber Benson) salga de su clase y quedan para tomar un café al día siguiente. Buffy quiere compensar a su hermana por lo ocurrido en el sótano y por haber intentado matarla, pero ir de tiendas es complicado para Dawn (Michelle Trachtenberg), pues parece que ha robado en casi todas las de la ciudad.
Xander (Nicholas Brendon) llega a su casa y Anya (Emma Caulfield) está esperándolo. Él le dice que la quiere y que le deje arreglarlo, pero todo lo que tenía que haber hecho era haber dicho algo antes, ahorrarles toda esa pesadilla. Para él es demasiado pronto. Todavía tiene algunos asuntos que arreglar pero quiere casarse, algún día, cuando estén preparados. De espaldas a él, Anya se transforma en Anyanka y ninguno de los deseos que profiere se cumple. Anya está sentada con Halfrek (Kali Rocha). Ha utilizado todas las maldiciones que conocía y ninguna ha funcionado. Su amiga le recuerda que no es posible castigar a alguien con tus propios deseos y que tiene que hacerlo otra persona. Lo intenta con Willow y Tara, también con Dawn y Buffy, pero acaba frustrada, tras lo cual Xander aparece.
Xander intenta perseguirla y acaba dándole una patada a uno de los enanos del jardín de Buffy. Éste tiene una cámara dentro y piensan que es cosa de Spike. Cuando Buffy le hace una visita, él le dice que lo que siente por ella es nuevo, diferente y es real, pero le contesta que tiene que seguir adelante. Spike acude a la tienda de magia porque necesita un hechizo. Acaba hablando con Anya sobre lo injusto del amor y las experiencias comunes después de haber vivido tantos años. Acaban juntos sobre la mesa de la tienda.
Willow consigue localizar la señal y encuentra cámaras repartidas por varios de los sitios que frecuentan: la universidad, el Bronze, el piso de Xander, la tienda de magia... Tanto el trío como el grupo observan la escena de amor entre Anya y Spike. Dawn y Willow se dan cuenta de la reacción de Buffy.
En la tienda, Spike y Anya se miran entre confundidos y arrepentidos, pero al salir el vampiro esquiva a Xander. Buffy aparece corriendo y los cuatro se encuentran. Anya se sentía mal y Spike estaba allí. No le debe nada porque la dejó en el altar, pero no entiende cómo ha dejado que esa cosa la tocara. Se siente enfermo y Spike se encarga de que sepa que a Buffy le gustaba. Xander se marcha de allí y Buffy también se aleja. Spike empieza un deseo que Anya corta antes de que lo acabe.
Luego, Tara aparece en la habitación de Willow y acaban besándose. 

## Reparto

### Personajes principales
- Sarah Michelle Gellar como Buffy Summers.
- Nicholas Brendon como Xander Harris.
- Alyson Hannigan como Willow Rosenberg.
- Emma Caulfield como Anya Jenkins.
- Michelle Trachtenberg como Dawn Summers.
- James Marsters como Spike.

### Apariciones especiales
- Amber Benson como Tara Maclay.
- Danny Strong como Jonathan Levinson.
- Adam Busch como Warren Mears.
- Tom Lenk como Andrew Wells.

### Personajes secundarios
- Kali Rocha como Halfrek.

## Producción

### Música
- Alison Krauss  - «That Kind Of Love»
- Tom McRae - «São Paulo Rain»